# Велище (Сярско)
Велище или Вилище е бивше село в Егейска Македония, на територията на дем Сяр, Гърция.

## География
Развалините на селото се намират на 3 километра североизточно от град Сяр, в полите на планината Шарлия (Врондос).

## История
Според Макс Фасмер и Иван Дуриданов гръцкото име може да възхожда както към Велище, така и към Белище, топографско, а не патронимично название, сравнимо със сръбското селищно име Belišće.
Според Йордан Н. Иванов името е патронимично от личното име Вале, Вели (срвнимо Велислав), от старобългарското , „голям“ и -- от *-itj-. Сравнимо е Велища в Населица.
Селото е съществувало в Средновековието и е унищожено при османското завоевание. Според местните предания оцелява родът Зареви, които се скриват в дълбок дол и след това основават село Лакос. До 1918 година оцелява църквата „Свети Никола“. В подножието на самотната Велишка скала (546 m) са руините на църквата „Свети Костадин“ в гробищата на старото село. Сухият дол, който минава през Велище се нарича Велишко дере.